# Lac du Fou
Pour les articles homonymes, voir Lac Fou.
Le lac du Fou, est une des étendues d'eau situées, dans la municipalité de Saint-Roch-de-Mékinac, dans le parc national de la Mauricie, dans la région de Mauricie, au Québec, au Canada. Situé à l'ouest de la rivière Saint-Maurice, ce lac entouré de forêt est utilisé pour des activités récréotouristiques des visiteurs du Parc national de la Mauricie.

## Géographie
Ce lac s'alimente notamment de la décharge du lac Hamel, situé au nord-est, et du lac Dion, situé à l'ouest. L'embouchure du lac du fou, située au sud-est du lac, se déverse dans le "ruisseau du fou" qui a une longueur totale de 8,8 km (mesuré par l'eau). Ce dernier coule vers l'Est en traversant le lac Besace, puis le lac Cutaway. À partir de l'embouchure de ce lac, ce ruisseau parcourt 7 km (mesuré par l'eau) avant de se déverser dans la rivière Saint-Maurice, entre Grandes-Piles et Saint-Roch-de-Mékinac.
Ce lac mesure 3,2 km de long (mesuré par l'eau) ou 2,4 km (mesuré en ligne directe). Le lac du fou est situé à 5,8 km (en ligne directe) à l'ouest de la rivière Saint-Maurice.
La route du rang 1 (sens ouest-est) passe au sud du lac.

## Toponyme
Ce lac a une forme complexe (en trois parties) et très serpentine, comme s'il avait été dessiné par un artiste fou pratiquant le style abstrait. 